# Henotesia fitensis
Henotesia fitensis är en fjärilsart som beskrevs av Charles Oberthür. Henotesia fitensis ingår i släktet Henotesia och familjen praktfjärilar. Inga underarter finns listade i Catalogue of Life.